# 硫锑铅矿
硫锑铅矿（英语：Boulangerite），是一种硫盐矿物，分子式为Pb5Sb4S11。它于1837年以法国采矿工程师夏尔·布朗热（Charles Boulanger）命名。它形成有光泽的灰色单斜晶系晶体。有时，它形成羽毛状的块状晶体，被称作普通硫锑铅矿。